# رایمو هلمینن
رایمو هلمینن (فنلاندی: Raimo Helminen؛ زادهٔ ۱۱ مارس ۱۹۶۴) بازیکن هاکی روی یخ اهل فنلاند بود.
از باشگاه‌هایی که در آن بازی کرده‌است می‌توان به نیویورک رنجرز اشاره کرد.